# Elmbridge
Elmbridge este un district nemetropolitan în Regatul Unit, în comitatul Surrey din regiunea South East, Anglia.

## Orașe din cadrul districtului
- Esher
- Walton-on-Thames
- Weybridge